# 深宇宙輸送機
深宇宙輸送機（しんうちゅうゆそうき、英語: Deep Space Transport, DST）または火星輸送機は、アメリカ航空宇宙局 (NASA) による有人火星間宇宙船のコンセプト。最大1,000日の火星への科学探査ミッションのサポートを行う。これは、オリオンカプセルと推進型居住モジュールの2つの要素で構成される。2019年後半の時点で、DSTはまだ検討中の概念であり、NASAは米国連邦政府の年間予算サイクルでプロジェクトを正式に提案していない。DSTビークルは、月ゲートウェイから出発して戻り、新しい火星ミッションのために整備され、再利用される。

## アーキテクチャの概要
ゲートウェイとDSTの両方に、国際標準ドッキングシステムが装備される。DST宇宙船は、オリオンカプセルと居住モジュール2つの要素で構成され、電気推進と化学推進の両方によって推進され、中規模の居住地に4人の乗組員を輸送する。オリオンカプセルが結合された完全に組み立てられた宇宙船は、約100メートルトンの質量を持つ。宇宙船の居住部分は、SLS推進剤タンク用に開発された工具と構造を使用して製造される可能性がある。直径8.4 m (28 ft)、長さ11.7 m (38 ft)になる。
DST宇宙船の居住部分には、物理科学、電子顕微鏡、化学分析、冷凍庫、医学研究、小生物の住居、植物成長チャンバー、および3Dプリンター用の研究機器を備えた実験室が装備される予定である。外部ペイロードには、カメラ、望遠鏡、検出器、ロボットアームが含まれる場合がある。
探査の最初のターゲットは火星（フライバイまたは軌道）。または、他の提案された目的地は金星（フライバイまたは軌道）。もしくは、大きな小惑星からのサンプルリターン。DST宇宙船が火星を周回する場合、人間が支援する 火星サンプルリターンなど、火星の表面にある機器をリアルタイムでリモート操作する機会が得られる。
月のフライバイを使用して速度を上げ、次に太陽電気推進（SEP）を使用して、太陽周回軌道に加速する。そこで、火星または他の可能な目的地への輸送を完了する。また、火星の軌道に入るために化学的推進力も使用します。乗組員は、438日間の合間に、遠隔観測、または火星表面を移動し探査を行うことも可能。ビークルは化学燃焼を介して火星の軌道を出発し、SEPと月の重力アシストを組み合わせて加速し、地球の影響圏に再捕捉される。
| 完全に組み立てられたDST                   | 推定質量 （メートルトン） |
| ----------------------------------------- | ------------------------- |
| オリオンカプセル （別途開始）             | 10.3                      |
| 居住                                      | 21.9                      |
| 貨物                                      | 26.5                      |
| 太陽電気推進システム キセノン推進剤を含む | 24                        |
| 化学推進剤                                | 16                        |
| 推定合計                                  | 98.7                      |